# Tricorder X Prize
Tricorder X Prize（トライコーダー・エックスプライズ）は、Xプライズ財団が主催する診断装置の機能、性能を競うコンテスト。

## 概要
Tricorder(トライコーダー)とは1966年の放送開始以来、スタートレックに登場する診断装置でこれまでに実現が望まれ、数々の試みが実施されて来たが一部の機能を除き、まだ実現には至っていない。
これまでにAnsari X PrizeやGoogle Lunar X Prizeを主催してきたXプライズ財団による主催で「ヘルスケアを手のひらに」というキャッチフレーズで各チームが製作した重量2.3kg未満の診断装置の機能と性能を競う競技でクアルコムがメインスポンサーを務める。開発途上国における医療従事者の慢性的な不足とアメリカの膨張する医療の抑制が開催の動機となっていて診断の技能を不要とし、健康評価を消費者の日常の一部とすることを目的としており、信頼性のある診断を個人で実施可能なように、精密診断技術の技術革新と統合を企図する。単に「技術」に留まらず、「規制」「ビジネスモデル」「社会資本」における既成概念の打破を企図しており、2011年5月10日に発表され、優れた携帯式の診断装置の開発チームへの賞金総額は$1000万ドルで、優勝チームに700万ドル、準優勝チームに200万ドル、3位のチームに100万ドルがそれぞれ授与される。

## 競技項目
診断項目は貧血、脳梗塞、結核、肺炎、耳炎等の主要疾患と高血圧、百日咳、伝染性単核球症、帯状疱疹、悪性黒色腫、骨粗鬆症、ヒト免疫不全ウイルス等の選択疾患から3項目を選択して迅速に正確に診断できるチームが高得点を得られる。診断のみで治療は含まれない。2016年12月には台湾のDynamical Biomarkersとアメリカ合衆国のFinal Frontier Medical Devicesの上位2チームが確定した。

### 主要疾患（必須）
- 貧血
- 尿路感染症
- 2型糖尿病
- 心房細動
- 脳卒中
- 睡眠時無呼吸症
- 肺結核
- COPD
- 肺炎
- 耳の感染症
- 白血球増加症
- A型肝炎
- 疾患なし

### 選択疾患
- 百日咳
- 高血圧
- 単核症
- 空中アレルゲン
- 甲状腺機能低下・甲状腺機能亢進症
- 食物に起因する病気
- 帯状疱疹
- 黒色腫
- 鎖球菌性咽頭炎
- コレステロールのスクリーニング
- HIVのスクリーニング
- 骨粗しょう症

### バイタルサイン
- 血圧
- 心電図
- 体温
- 呼吸数
- 酸素飽和度

## 決勝ラウンドに進む10チーム
決勝ラウンドに進む10チーム
- Aezon : ジョンズ・ホプキンス大学の学生エンジニア・チーム
- クラウドDX :カナダの医療機器メーカーのバイオサインのチーム
- Danvantri :アメリカン・メガトレンズ・インディアのチーム
- DMI :アメリカ航空宇宙局（NASA）、国立衛生研究所、ビル・アンド・メリンダ・ゲイツ財団と協力しているDNA医学研究所のユージン・Y・チャン博士が率いるチーム。
- Dynamical Biomarkers :台湾を拠点とするハーバード大学医学部の彭仲康教授が率いる医師、科学者、エンジニアで構成される。
- Final Frontier Medical Devices :ベイジル・リーフ・テクノロジーズを創業した緊急治療室担当医のベイジル・ハリス博士とネットワーク技術者のジョージ・ハリスが率いる。
- MESIシンプリファイング・ダイアグノスティックス :スロベニアの診断医療機器メーカーのMESIのチーム
- SCANADU :カリフォルニア州マウンテンビューを拠点とする新興企業のSCANADUのチーム
- SCANurse :イギリスの診断医療メーカーのSCANurseのチーム
- zensor :アイルランドのインテレセンスのチーム